# 日本平觀光天文中心
日本平觀光天文中心（日语：日本平観光天文センター），又稱富士觀日本平天文中心，是位於日本靜岡縣清水市的天象館和私人天文台。

## 歷史
1959年，富士觀光株式會社在昭和時代著名風景區日本平山頂建造日本平觀光天文中心，除了銷售旅遊產品外，還吸引了天文愛好者。
雖然這裡作為旅遊景點並沒有引起太多關注，但日本業餘天文學家浦田武卻以此為基地發現了許多小行星，在天文學領域留下了自己的印記。
2000年，日本平觀光天文中心關閉。由於山頂擁有絕佳的視野，靜岡縣於2018年在山頂建造「日本平山頂象徵設施」的木製瞭望設施。
除了日本平觀光天文中心外，在日本平山頂還有一個名為日本平公園中心的旅遊設施，但在2017年3月關閉。
天文學家關勉發現的小行星2880以這座天文台命名。